# Casinaria lenticulata
Casinaria lenticulata är en stekelart som beskrevs av Maheshwary och Gupta 1977. Casinaria lenticulata ingår i släktet Casinaria och familjen brokparasitsteklar. Inga underarter finns listade.